# فرط تناول النشويات
فرط تناول النشويات هي حالة تنطوي على الاستهلاك القهري للكميات الزائدة من النشا المنقى. وهو شكل من أشكال الوحم واضطراب الأكل.